# 아수라

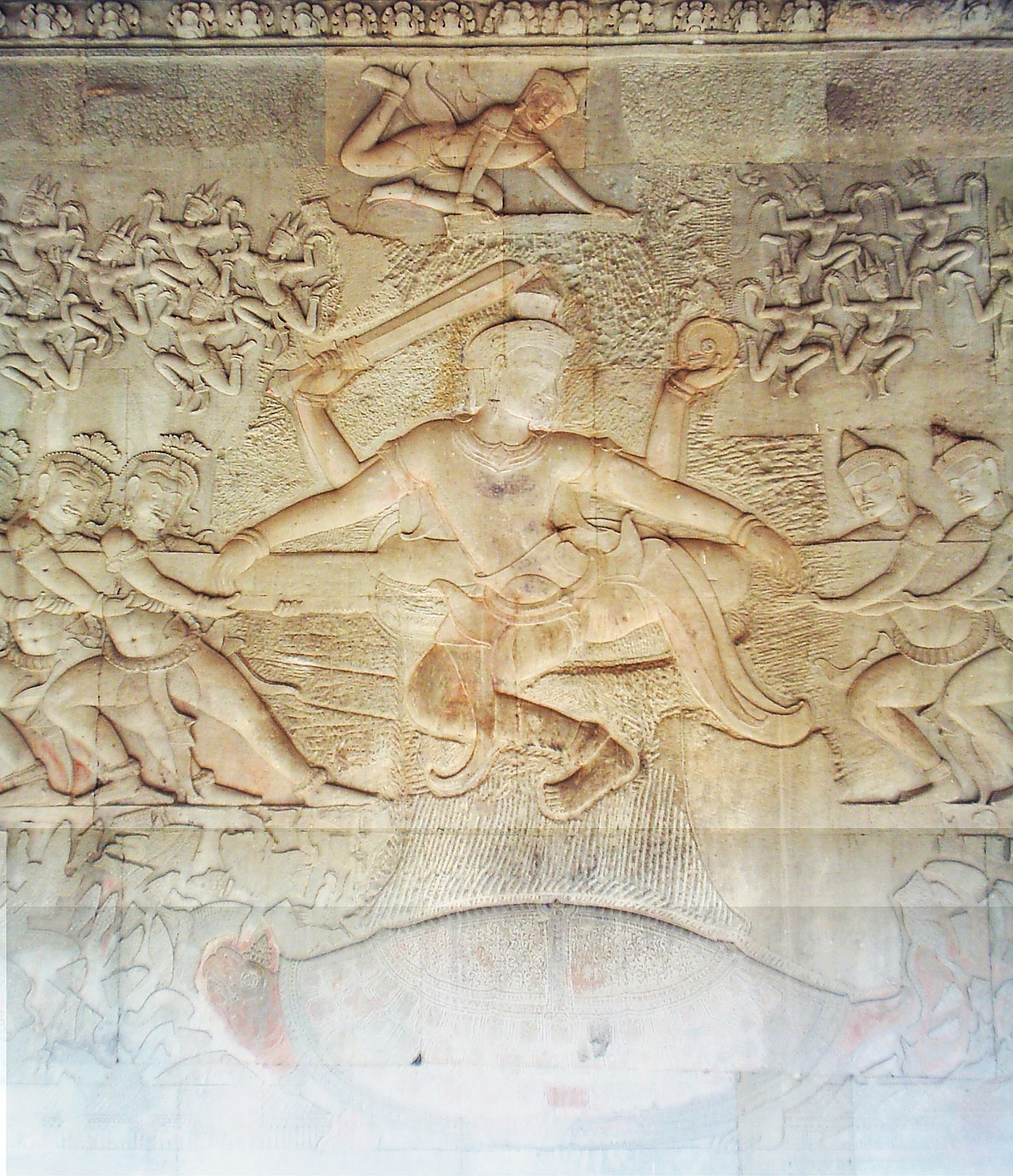
데바와 아수라 (앙코르와트의 부조): 힌두교의 주요 신들 중 하나인 비슈누의 두 번째 아바타인 쿠르마(Kurma)가 가운데에 있고 데바들과 아수라들이 그 양 쪽에 있다

아수라(阿修羅, 산스크리트어: असुर, 영어: Asura)는 인도 신화에 등장하는 인간과 신의 혼혈인 반신이다. 인드라와 같은 신에 대적하는 악한 무리로 나타난다.

## 힌두교
아수라와 신들 사이의 전쟁은 인도 신화의 바탕을 이룬다. 힌두교의 초기 경전인 《리그 베다》에 이미 신들과 암흑의 대적이 싸우는 이야기가 나오고, 라마야나, 마하바라타 등에서도 아수라와의 대결이 묘사된다. 이러한 배경 때문에 아수라를 제압하는 것이 신들의 권능으로 이해되었다. 바가바드 기타에는 비슈누의 화신인 크리슈나가 일체상을 보이자 아수라가 시기와 질투로 그것을 바라보는 장면이 나온다.

## 불교
불교는 힌두교의 천신과 아수라 역시 윤회를 벗어날 수 없는 존재로 보았다. 불교는 생명이 지옥도-아귀도-축생도-수라도(아수라)-인간도-천신도의 육도 위계에 따라 윤회한다고 본다. 이러한 윤회에서 벗어나지 못하는 중생은 자신이 지은 업에 따라 다음 생애에 육도 중 하나에 태어난다는 것이다. 물론, 이러한 윤회의 업장을 해탈한 존재가 곧 부처이다.
한편, 인도 신화의 대부분을 새롭게 해석하여 받아들인 불교는 인도의 신들을 불교의 호법신장으로 변화시켰다. 인도의 신들이 부처의 설법에 감화하여 불교에 귀의하였다고 여긴다. 제석천으로 불리는 인드라가 대표적이다. 그러나 이 과정에서 인도 신화의 신의 역할은 불교의 교리에 맞추어져 많은 변화가 있었다. 비슈누와 함께 절대적인 추앙을 받아 마하칼리로 불렸던 시바가 부처의 문지기로 강등된 것을 예로 들수 있다.
불교에서 인드라와 아수라의 싸움을 생생하게 전하는 불경은 잡아함경이다. 인드라가 아수라의 딸을 허락없이 취하자 격노한 아수라가 싸움을 걸어왔고 인드라는 위기에 처한다. 전투에서 패해 도망가던 인드라는 전차 앞에 금시조의 둥지가 있는 것을 보고 알을 보호해야겠다는 생각에 전차를 돌려 아수라 쪽으로 향한다. 아수라는 이것이 인드라의 계략일 것이라 생각하고 오히려 후퇴하였고 이것으로 위기를 모면한 인드라는 아수라에게 승리한다.

## 조로아스터교
인도 신화의 천신과 아수라의 관계는 페르시아에서 널리 받아들여졌던 조로아스터교에서 정확히 반대의 개념으로 표현된다. 즉, 인도 신화에서는 천신인 데바들이 선한 신들이고 아수라들은 악의 화신이다. 그러나 조로아스터교에서 천신들은 아후라(Ahura)이고 악신들은 다에바로 표현된다. 이는 당시 서로 많은 전쟁을 치렀던 페르시아와 인도의 관계가 신화에 반영된 것으로 추정된다.

## 같이 보기
- 아후라
- 에시르 : en:Æsir
- 아프사라 : en:Apsara
- 팔부신장